# コスモス21号
コスモス21号とは、1963年にソビエト連邦が打上げた人工衛星である。この衛星はベネラ計画の金星探査機機体であった。エンジンの不調のため地球周回軌道（宇宙待機軌道）からの離脱に失敗したか、あるいは最初から金星へ向かう予定はなく、地球周回軌道上でのテストのみ実施したと考えられている。
コスモス21号は1963年11月11日にバイコヌール宇宙基地よりモルニヤロケットで打上げられた。その3日後の11月14日、大気圏へ再突入した。